# Angelo Soliman
Angelo Soliman (asi 1721, Nigérie – 21. listopadu 1796, Vídeň) byl vídeňský dvořan a teoretik svobodného zednářství, pocházející z Afriky.

## Život
Autorka Solimanova životopisu Karoline Pichlerová uvádí, že se původně jmenoval Mmadi Make; z toho se usuzuje, že pocházel z kmene Kanuriů, muslimů usazených kolem města Sokoto.
Jako malý chlapec byl zajat otrokáři a dostal se do Messiny, kde byl pokřtěn jako Angelo Soliman. Kolem roku 1734 ho coby otroka zakoupil sicilský guvernér a český šlechtic Jan Jiří Christian z Lobkovic. V té době byli v aristokratických kruzích v módě černí komorníci zvaní Hofmohren, dvorní mouřeníni, kteří dodávali svému majiteli punc zámožnosti a světáctví.
Nadaný Angelo však nebyl pouhým sloužícím: v Lobkovicových službách procestoval velkou část Evropy, získal na svou dobu mimořádné vzdělání a nadchl se pro myšlenky osvícenství. Po smrti jeho pána najal Angela Josef Václav z Lichtenštejna jako vychovatele svého syna. Soliman se zúčastnil svatby budoucího císaře Josefa II. s Isabelou Parmskou. Josef si ho údajně velmi oblíbil a často se s ním radil o politických záležitostech.
Mezi jeho přáteli byli také maršál Franz Moritz von Lacy, uherský spisovatel František Kazinczy nebo český přírodovědec Ignác Antonín Born.
Roku 1781 se Angelo stal členem zednářské lóže Zur wahren Eintracht, jejíž členy byli také hudební skladatelé Wolfgang Amadeus Mozart a Joseph Haydn. Po odchodu ze služby dostával od Lichtenštejnů doživotní rentu, která mu umožňovala věnovat se vědeckým a uměleckým zálibám, byl také vyhlášeným šachistou.

## Po smrti
Zatímco zaživa byl Angelo Soliman váženým občanem, jeho posmrtné osudy ilustrují dobovou přezíravost vůči osobám jiné rasy. Ačkoli jeho dcera Josephine von Feuchtersleben požadovala křesťanský pohřeb, bylo jeho tělo staženo z kůže a vycpáno, preparát byl oblečen do bizarního „divošského“ kroje a vystaven ve vídeňském přírodovědném kabinetu jako kuriozita. Mumie byla zničena při nepokojích v říjnu 1848, zachovala se pouze Solimanova posmrtná maska.